# Daniel Ona Ondo
Daniel Ona Ondo (n. Oyem, provincia de Woleu-Ntem, Gabón, 10 de julio de 1945) es un político gabonés.
Miembro del Partido Democrático Gabonés (PDG), desde el 24 de enero de 2014 y hasta el 28 de septiembre de 2016 fue el primer ministro de Gabón en sucesión de Raymond Ndong Sima.

## Biografía
Licenciado en Magisterio en Francia por la Universidad de Picardía Julio Verne y la Universidad de París I Panthéon-Sorbonne. Tras finalizar sus estudios superiores regresó a Gabón, donde comenzó a trabajar como profesor en la Universidad Omar Bongo de la ciudad de Libreville. Años más tarde en 1990, inició su carrera política perteneciendo al Partido Democrático de Gabón (PDG), pasando a ser asesor del presidente Omar Bongo y a su vez también era Rector de la universidad en la que trabajó anteriormente. Años más tarde, en diciembre de 1996 fue elegido como parlamentario de la Asamblea Nacional de Gabón, a la cual pertenece actualmente. En el año 1997 fue delegado del Ministerio de Salud y Población. En 1999 fue nombrado en el gobierno del presidente Omar Bongo como ministro de Cultura, Educación, Juventud y Deporte. El 26 de enero de 2007 fue nombrado Vicepresidente de la Asamblea Nacional hasta el 27 de febrero de 2012.
Posteriormente tras las elecciones de diciembre de 2013, en sucesión de Raymond Ndong Sima, el día 27 de enero de 2014 fue nombrado por el presidente Ali Bongo como nuevo primer ministro de Gabón.